# Alexander Abramowitsch Krein
Alexander Abramowitsch Krein (russisch Александр Абрамович Крейн; * 8.jul. / 20. Oktober 1883greg. in Nischni Nowgorod; † 21. April 1951 in Staraja Russa) war ein russischer Komponist jüdischer Abstammung.

## Familie
Sein Vater Abram, der 1870 aus Litauen nach Russland kam, war ein bekannter Violinist und Vertreter der populären jüdischen Klezmer-Musik. Alle seine sieben Söhne erhielten ihre erste musikalische Ausbildung von ihm und wurden Musiker; Alexander und Grigori machten sich einen Namen als Komponisten, David erlangte eine hohe Reputation als Violinist. Von den drei Komponisten aus der Familie, Alexander, sein Bruder Grigori und dessen Sohn Julian, legte Alexander das umfangreichste Werk vor. Heute ist er beinahe völlig aus den Spielplänen verschwunden.

## Ausbildung und Lebensweg
Schon 1896, im Alter von 14 Jahren, besuchte Alexander Krein das Moskauer Konservatorium, wo er Cello bei Alfred von Glehn und Komposition bei Sergei Tanejew sowie bei Boleslaw Jaworski studierte. Seine ersten Werke wurden 1901 von Jürgenson publiziert. In den Jahren vor der Russischen Revolution war er Mitglied am 1905 gegründeten Volkskonservatorium in Moskau. 1917 wurde er Direktor des künstlerischen Zweigs von Narkompros, der Sektion Musik des neugegründeten Volkskommissariats für Bildungswesen. In den 1920er Jahren wurde Krein als Führer einer Jüdischen nationalen Schule in Russland angesehen, die hauptsächlich seinen Bruder Grigori und seinen Neffen Julian umfasste. Nach Gründung der Sowjetunion hatte Krein eine Reihe offizieller Posten im staatlichen Kunstbetrieb inne. Er starb am 21. April 1951 in Staraja Russa.

## Stil
Krein integrierte sowohl säkulare als auch sakrale Elemente Jüdischer Musik in eine relativ moderne Musiksprache, die vom französischen Impressionismus sowie von der Musik seines Freundes Alexander Nikolajewitsch Skrjabin beeinflusst war.
Kreins eigenes jüdisches Erbe bildete eine konstante Quelle seiner Inspiration; die Titel einer Reihe von Instrumentalwerken legt davon Zeugnis ab, wie etwa Caprice Hebraique, Op. 24, und Esquisses Hébraïques für Klarinette und Streichquartett. 1921 komponierte er ein Kaddisch für Tenor, Chor und Orchester. Ab Mitte der zwanziger Jahre schrieb er auch häufig Theatermusiken für Stücke des Moskauer Jüdischen Theaters. Daneben existiert eine Reihe von Werken, die entweder strikt klassisch in der Faktur oder überhaupt sowjetischer Natur sind. In diese letzte Kategorie fallen Stücke wie seine Oper Zagmuk (1930), das Klagelied in Erinnerung an Lenin (1925) und das ironisch betitelte Stück U.d.S.S.R., Schockbrigade des Weltproletariats von 1925.

## Werkauswahl
- Prolog, op. 2a, für Viola und Klavier (1902–1911/1927)
- Fünf Préludes, op. 3, für Klavier (1903–1906)
- Poème Quator, op. 9, für Streichquartett (1909)
- Jüdische Skizzen, op. 12, für Klarinette und Streichquartett (1909, Neuauflage 2008 in der Edition Silvertrust)
- Elegie, op. 16, für Violine, Cello und Klavier (1913)
- 3 Lieder aus dem Ghetto, op. 23, für Sopran und Klavier: Sei mir Schwesterlein (1916), Wo bist du? (1917), Eine Träne (1915–16)
- Caprice Hebraique, Op. 24
- Die Rose und das Kreuz, Symphonische Fragmente, op. 26 (1917)
- Kaddisch, op. 33, Symphonische Kantate für Tenor, gemischten Chor und großes Orchester (1921–1922)
- Symphonie No. 1 op. 35, für großes Orchester (1922–1925)
- Klaviersonate (1925)
- 2 Hebräische Lieder, op. 39, für Stimme und Klavier (1926)
- Trauer-Ode, op. 40, für großes Orchester (1925–1926)
- Arie, op. 41, für Violine und Klavier (1927)
- Ornamente, op. 42, 3 Lieder ohne Worte für Stimme und Klavier (1924/1927)
- Jüdische Melodie, op. 43, für Cello und Klavier (1928)
- Zagmuk, Oper (1929–1930)